# Euphorbia bergeri
Euphorbia bergeri es una especie fanerógama perteneciente a la familia de las euforbiáceas. Es endémica de Sudáfrica.

## Descripción
Es una planta suculenta, enana y con espinas, el cuerpo principal de la planta subgloboso obconico, grueso, carnoso, teniendo un gran número de ramas que irradian en la parte superior, glabra, las ramas , por lo general simples, cilíndricas, tuberculadas, a menudo curvadas, glabras, de color verde, con tubérculos romboides,  de hojas caducas, Las inflorescencias en pedúnculos solitarios en las axilas de los tubérculos en los extremos de las ramas con 1 involucro y unas 4 brácteas, a veces persistente y espesa después de la caída de la flor; cápsulas y semillas que no se ve.

## Taxonomía
Euphorbia bergeri fue descrita por Nicholas Edward Brown y publicado nen Flora Capensis 5(2): 330. 1915.
Etimología
Euphorbia: nombre genérico que deriva del médico griego del rey Juba II de Mauritania (52 a 50 a. C. - 23), Euphorbus, en su honor – o en alusión a su gran vientre –  ya que usaba médicamente Euphorbia resinifera. En 1753 Carlos Linneo asignó el nombre a todo el género.
bergeri: epíteto otorgado en honor del botánico alemán Alwin Berger (1871-1931), especialista en agaves y suculentas, autor, entre otros trabajos de Die Agaven 1915 y Sukkulente Euphorbien 1907.